# Укроборонпром
Акционерное общество «Укроборонпром» (укр. Акціонерне товариство «Укроборонпром») — объединение предприятий оборонно-промышленного комплекса Украины под государственным управлением.
В состав входят предприятия ОПК, осуществляющие хозяйственную деятельность в сфере разработки, изготовления, реализации, ремонта, модернизации и утилизации вооружения, военной и специальной техники и боеприпасов, а также принимают участие в военно-техническом сотрудничестве с иностранными государствами. В ведении находятся функции стратегического планирования, координации и повышения эффективности деятельности предприятий ОПК, взаимодействия с органами государственной власти. В его состав входят 137 предприятий, 116 из которых работают на территории Украины, а 21 — находятся на территории временно оккупированных районов Донецкой и Луганской областей и Крыма.
Входит в перечень предприятий, имеющих стратегическое значение для экономики и безопасности Украины.

## Структура
В состав АО «Укроборонпром» входят:
- Предприятия бронетанковой техники, артиллерийского вооружения, автомобильной, инженерной и специальной техники
- Предприятия судостроения и морской техники
- Предприятия авиастроения и авиаремонта
- Предприятия радиолокации, радиосвязи, и систем противовоздушной обороны
- Предприятие высокоточного вооружения и боеприпасов
- Спецэкспортеры

В отдельную группу в структуре концерна сведены предприятия-спецэкспортеры, уполномоченные государством на осуществление внешнеэкономической деятельности в сфере экспорта и импорта товаров военного назначения и двойного применения. Эти предприятия выполняют функцию реализации вооружения и военной техники на внешних рынках, включая их послепродажное обслуживание.

## История
ГК «Укроборонпром» был создан в 2010 году в соответствии с Указами Президента Украины № 1085/2010, № 1245/2010 и Постановлениями Кабинета министров Украины № 1221 от 29 декабря 2010, № 993.
С 2010 до начала 2014 года в состав Концерна вошли 134 предприятия ВПК Украины: 125 государственных и казённых, а также 9 акционерных обществ, в которых управление корпоративными правами государства переданы Концерну.
С сентября 2013 года предприятия-участники Концерна группируются по пяти основным направлениям деятельности и продукции:
- авиастроения и авиаремонта;
- высокоточных вооружений и боеприпасов;
- бронетанковой, автомобильной, инженерной и специальной техники;
- судостроения и морской техники;
- радиолокации, радиосвязи и систем ПВО.

После аннексии Крыма Российской Федерацией в феврале-марте 2014 года контроль над 13 предприятиями Концерна на территории полуострова был утрачен.
18 марта 2014 года генеральная прокуратура Украины открыла уголовное производство по фактам злоупотреблений должностных лиц ГК «Укроборонпром», в результате которых было незаконно израсходовано свыше 1,5 млн гривен.
29 марта 2014 года и. о. директора концерна Ю. Ф. Терещенко сообщил, что «Укроборонпром» уже прекратил поставки вооружения и военной техники в Российскую Федерацию.
16 июня 2014 года Президент Украины П. Порошенко объявил запрет на военно-техническое сотрудничество с Российской Федерацией, включая поставки продукции двойного назначения.
1 июля 2014 года и. о. директора концерна Ю. Ф. Терещенко сообщил, что военно-промышленное сотрудничество с Российской Федерацией прекращено и что в дальнейшем Украине «следует налаживать сотрудничество со странами Европы, с членами НАТО».
В этот же день, 1 июля 2014 года, генеральная прокуратура Украины сообщила о результатах проверки сохранения военного имущества на государственных предприятиях, переданных в 2011 году из министерства обороны Украины в ГК «Укроборонпром». В результате проверки были установлены многочисленные факты потерь вооружения и военной техники. На 17 предприятиях концерна было установлено отсутствие 189 единиц автомобильной и бронетанковой техники и разукомплектование 440 единиц авиационной, артиллерийской и иной техники, сумма ущерба составила свыше 27 млн гривен.
4 июля 2014 года «Укроборонпром» возглавил Роман Анатольевич Романов — выпускник Международного института менеджмента (МИМ-Киев), МВА. За время его руководства Концерн впервые за долгое время стал прибыльным. В 2016 году доход «Укроборонпрома» составил 28,3 млрд гривен, а объём экспорта вырос на 25 %. Также в 2016-м впервые в истории Украины был проведён День оборонной промышленности Украины в штаб-квартире НАТО и разработана стратегия реформирования оборонно-промышленного комплекса Украины. Госконцерн первым среди промышленных гигантов государства ввёл систему электронных закупок и в 2016 году сэкономил 476,6 млн грн.
26 августа 2014 года Кабинет Министров Украины принял постановление № 376 о приобретении у ГК «Укроборонпром» всех имеющихся запасов вооружения, военной техники и продукции военного назначения для обеспечения потребностей Вооружённых сил Украины, а также о немедленном ремонте и модернизации без дополнительных согласований и разрешений всей военной техники 3-4 категории, которая принадлежит Минобороны и находится на территориях производственных мощностей ГК «Укроборонпром».
23 октября 2014 года было объявлено, что «Укроборонпром» намерен унифицировать работу заводов по производству бронетехники.
В конце января 2015 года руководители ГК «Укроборонпром» и конструкторского бюро «Южное» подписали документ об углублении сотрудничества между предприятиями в сфере мирного космоса и импортозамещения.
5 февраля 2015 года «Укроборонпром» объявил о начале работы над программой реформирования и развития военно-промышленного комплекса Украины на период до 2020 года.
В апреле 2015 года первый заместитель главы ГК «Укроборонпром» С. Пинькас сообщил, что в состав концерна входят 96 предприятий, однако количество работников осталось на прежнем уровне (60 тыс. человек), поскольку с осени 2014 года на предприятия концерна были дополнительно приняты свыше 2000 работников.
15 июня 2015 года в соответствии с постановлением Кабинета министров Украины в состав ГК «Укроборонпром» были переданы ещё два предприятия: ХГАПП и 410-й завод гражданской авиации.
Кабинет министров Украины своим постановлением от 31 марта 2015 года исключил из состава государственного авиастроительного концерна «Антонов» государственное предприятие «Антонов» и включил его в состав «Укроборонпрома» (при этом ГП «Антонов» в составе Концерна увеличил прибыль в 4 раза).
В 2016 году Концерн создал в своей структуре самолётостроительный кластер — Украинскую авиастроительную корпорацию.
В мае 2016 «Укроборонпром» занял 9-е место в рейтинге самых инновационных компаний страны, который составил «Forbes Украина» на основе экспертных оценок. В ежегодном мировом рейтинге производителей вооружения аналитического издания Defense News Концерн поднялся на 24 позиции и занял 68 место.
Западные аналитики отметили высокие темпы наращивания производства современной военной техники.
26 августа «Укроборонпром» подписал Меморандум о сотрудничестве с экс-руководителем Агентства передовых оборонных исследовательских проектов (DARPA) Энтони Тетером, он стал советником по вопросам долгосрочного развития Концерна.

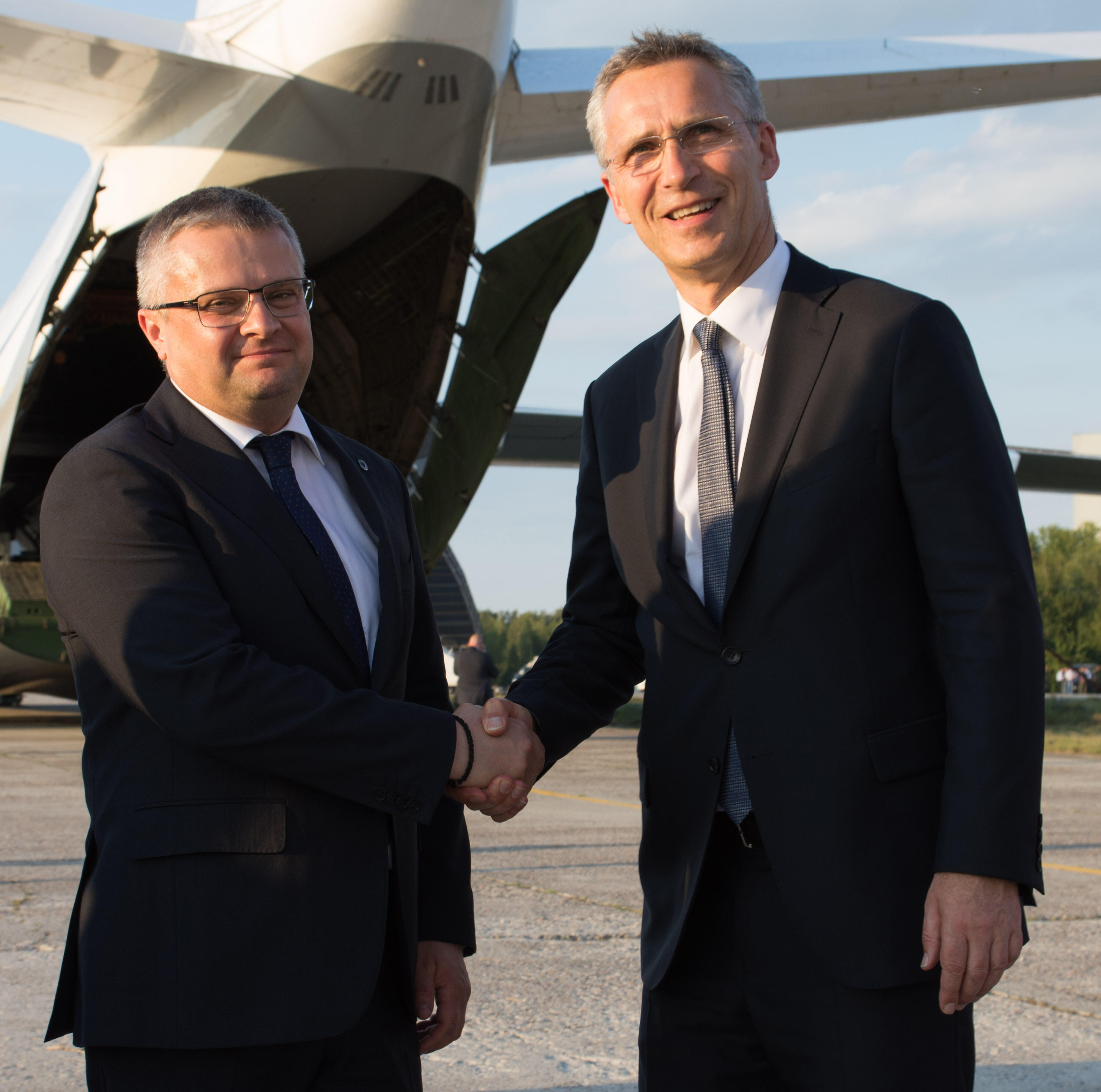
Встреча Генерального секретаря НАТО Йенса Столтенберга с главой «Укроборонпрома» Романом Романовым, июль 2017 года

В марте 2017 года многоцелевой транспортный самолёт Ан-132 успешно совершил первый полёт; «Укроборонпром» договорился с компаниями TAQNIA (Саудовская Аравия) и Havelsan (Турция) о разработке новой модификации самолёта для несения морской патрульной службы.
На 13-й Международной выставке военной техники IDEF-2017 в Стамбуле «Укроборонпром» представил переносной реактивный гранатомёт «Корсар» производства отечественного ГП ГККБ «Луч».
10 июля 2017 года Генеральный секретарь НАТО Йенс Столтенберг во время визита в Киев высоко оценил транспортные самолёты «Антонова». Он обсудил с главой «Укроборонпрома» Романом Романовым перспективы расширения программы SALIS по стратегическим транспортным перевозкам для стран-членов НАТО и ускорению перехода предприятий Концерна на выпуск продукции по стандартам Альянса.
В 2015 году «Укроборонпром» был на 92 месте, в 2016 году — на 68 месте в ежегодном мировом рейтинге производителей вооружений аналитического издания Defense News, в 2017 году Концерн занял 62 место. Западные аналитики отметили высокие темпы наращивания производства современной военной техники.
За 2014—2017 годы «Укроборонпром» поднялся на 14 позиций — с 91 на 77-е место — в мировом рейтинге производителей оружия SIPRI.
Проект Cyber Guard от «Укроборонпрома» стал генеральным партнёром киберфорума HackIT-2017. В мероприятии принял участие соучредитель Apple Стив Возняк.
12 февраля 2018 года Роман Романов объявил о решении уйти с поста главы «Укроборонпрома». 21 февраля 2018 года Президент Украины назначил Генеральным директором Концерна Павла Букина.
В конце апреля 2019 года стало известно, что СНБО хочет ликвидировать госконцерн «Укроборонпром» и создать вместо него отдельный орган с расширенными полномочиями.
В апреле 2020 года заместитель гендиректора по трансформации «Укроборонпрома» Роман Бондарь заявил, что концерн, входящий в сотню крупнейших военно-промышленных компаний мира по версии Стокгольмского международного института исследований проблем мира, будет ликвидирован.
21 декабря 2020 года гендиректор «Укроборонпрома» Юрий Гусев издал приказ о начале корпоратизации концерна (законопроект № 3822 «Об особенностях реформирования предприятий оборонно-промышленного комплекса государственной формы собственности», разработан Кабинетом министров Украины к июлю 2020 года). Согласно документу, подготовительный период к созданию акционерного общества займёт несколько месяцев, а все три этапа реформы будут проведены в течение этого года, к концу 2021 года «Укроборонпром» будет ликвидирован. Также документ предполагает, что в сформированных на его базе компаниях — «Оборонные системы Украины» и «Аэрокосмические системы» — будет введена новая модель корпоративного управления, соответствующая принципам и рекомендациям ОЭСР.
С 28 июня 2023 по 4 сентября 2024 года «Укроборонпром» возглавлял Герман Сметанин.

## Деятельность
Кроме того, предприятия «Укроборонпрома» наладили серийное производство бронеавтомобилей «Дозор», которых до этого не было на вооружении ВСУ.
В 2016 году «Укроборонпром» представил ряд инновационных разработок. Это действующий прототип многофункционального беспилотного авиационного комплекса «Горлица», опытный образец беспилотного тактического многоцелевого транспортного средства «Фантом», боевой модуль «Тайпан», цифровая система управления огнем «Мисливець», боевые модули «Дуплет» и «Кастет», 60-мм миномёт КБА.118, транспортный самолёт Ан-132.
В 2017 году «Укроборонпром» совместно с американской компанией «Aeroscraft» выпустил автоматическую винтовку М4 — WAC 47 по стандартам НАТО. Первая партия оружия уже находится на испытаниях в украинских войсках.
На масштабной международной выставке IDEX-2017 беспилотный БТР «Фантом» от «Укроборонпрома» попал в ТОП-5 рейтинга аналитического издания Defence Blog как наиболее интересная боевая машина. В 2017 году «Укроборонпром» вместе с американской компанией Delphi Corporation запустил новое предприятие «Электрические системы». Оно стало официальным поставщиком комплектующих для продукции Mercedes.

### Объёмы производства
В 2014 году концерн изготовил продукции и предоставил услуг на сумму свыше 10 млрд гривен.
По итогам 2014—2016 годов «Укроборонпром» выполнил государственный оборонный заказ на 100 %. За второе полугодие 2014 года на предприятиях концерна было создано 2000 дополнительных рабочих мест, а ещё 13 предприятий концерна стали прибыльными. Кроме того, за второе полугодие 2014 года погашено 46 млн грн задолженности перед работниками предприятий-участников концерна. В 2015 году «Укроборонпром» планирует создать 3000 новых рабочих мест.
В конце января 2015 генеральный директор ГК «Укроборонпром» Р. Романов сообщил, что в составе концерна осталось свыше 100 предприятий военной промышленности, на которых работает около 60 тыс. человек, поскольку 12 предприятий в зоне АТО на востоке Украины были утрачены. Из числа оставшихся предприятий 13 находились в состоянии санации или банкротства.
Кроме того, в «Укроборонпроме» заявили о реализации стратегии импортозамещения для обеспечения независимости от российского производства в сфере ОПК. В частности, за второе полугодие 2014 года 30 % номенклатурных наименований, которые раньше закупались в РФ, предприятия концерна начали производить собственными мощностями.
В 2017 году Концерн на 100 % выполнил Государственный оборонный заказ и передал силовым ведомствам 3673 единицы оружия и техники, из них 2053 — новой и модернизированной.
В 2014 году предприятия госконцерна понесли суммарный чистый убыток в размере 13,92 млн долларов, в 2015 году получили чистую прибыль в размере 65,04 млн долларов, в 2019 году получили чистую прибыль в размере 100 млн долларов.

### Экспорт
По официальным данным ГК «Укроборонпром», в первые девять месяцев 2014 года (в период с начала января до конца сентября 2014) концерн поставил на экспорт продукцию военного назначения на сумму 362,9 млн долларов США. В сентябре 2014 года директор концерна Роман Романов сообщил, что «Укроборонпром» переориентируется с экспортных контрактов на поставку вооружений и военной техники украинским силовым структурам, при этом «в первую очередь это касается оснащения вооружённых сил, национальной гвардии, специальных подразделений Службы безопасности Украины, национальной погранслужбы». При этом, с учётом ослабления курса гривны, по сравнению с уровнем 2013 года, выручка от экспорта в 2014 году уменьшилась в 4,5 раза.
22 октября 2014 года первый заместитель главы «Укроборонпрома» Сергей Пинькас сообщил, что «Укроборонпром» намерен перейти на стандарты блока НАТО и намерен использовать в производстве иностранные технологии. Кроме того, на 60 основных предприятиях концерна началось внедрение системы менеджмента качества ISO 9001.
«Укроборонпром» нарастил объём экспорта на 25 % в 2016 году. В 2015 году этот показатель составил 567 млн долларов, а в 2016 году — 769,5 млн долларов.

## Руководство
1. Саламатин Дмитрий Альбертович (4 января 2011 — 8 февраля 2012)
2. Перегудов Дмитрий Александрович[укр.] (8 февраля — 26 июля 2012)
3. Громов Сергей Владимирович[укр.] (26 июля 2012 — 7 марта 2014)
4. Дрозд Валентина Ивановна (7 марта — 14 марта 2014) в.и. о.
5. Аверченко Сергей Николаевич[укр.] (14 марта — 21 марта 2014) и. о.
6. Терещенко Юрий Фёдорович[укр.] (21 марта — 4 июля 2014) и. о.
7. Романов Роман Анатольевич (4 июля 2014 — 12 февраля 2018)[62]
8. Букин Павел Юрьевич (21 февраля 2018 — 30 августа 2019)[37]
9. Абромавичюс Айварас (30 августа 2019 — 6 октября 2020)[63]
10. Фоменко Игорь Александович (6 октября — 3 декабря 2020) и. о.
11. Гусев Юрий Вениаминович (3 декабря 2020[64] — 27 июня 2023[65])
12. Герман Сметанин (28 июня 2023 — 4 сентября 2024)[66]
13. Олег Гуляк[укр.] (и. о. 5 сентября — 21 октября 2024[67], с 21 октября 2024[68])

## Отзывы
Британский еженедельник The Economist, характеризует компанию как «хаотично разросшуюся, неэффективную и отъявленно корумпированную» (sprawling, inefficient and notoriously corrupt company). По мнению издания, компания строилась на коррупции и связях в правительстве с первых дней своего основания.